# Jan Tkocz (żużlowiec)
Jan Tkocz (ur. 2 lutego 1940 w Rybniku, zm. 17 stycznia 2009 w Paryżu) – polski żużlowiec.

## Życiorys

### Życie prywatne
Brat Andrzeja i Stanisława Tkoczów – również żużlowców.
Po zakończeniu kariery sportowej wyemigrował do Francji.

### Kariera sportowa
Sport żużlowy uprawiał w latach 1959–1971, reprezentując barwy klubów: Górnik Rybnik (1959–1961) oraz Wybrzeże Gdańsk (1962–1971).
Dwukrotny medalista drużynowych mistrzostw Polski: srebrny (1967) oraz brązowy (1965). Trzykrotny finalista indywidualnych mistrzostw Polski (Rybnik 1964 – XII miejsce, Rybnik 1966 – VIII miejsce, Gorzów Wielkopolski 1970 – XIV miejsce). Finalista turnieju o "Srebrny Kask" (1966 – VIII miejsce). Dwukrotny zdobywca III miejsca w memoriałach Zbigniewa Raniszewskiego (Bydgoszcz 1963, Bydgoszcz 1966).